# Championnats du monde de Farr 30
Les championnats du monde de Farr 30 sont une compétition internationale annuelle de sport nautique sous l'égide de la Fédération internationale de voile (ISAF). De la première édition en 1997 jusqu'en 2008, l'épreuve s'appelle championnats du monde de Mumm 30.
Le Farr 30 est un voilier monotype. Appelé Mumm 30 à sa création en 1995 à la suite d'un sponsoring avec la maison de champagne Mumm, le bateau est rebaptisé Farr 30 à partir de 2009.

## Éditions
| #  | Année | Lieu               |
| -- | ----- | ------------------ |
| 1  | 1997  | Marseille          |
| 2  | 1998  | Île de Hilton-Head |
| 3  | 1999  | Southampton        |
| 4  | 2000  | Miami Beach        |
| 5  | 2001  | Cagliari           |
| 6  | 2002  | Annapolis          |
| 7  | 2003  | Portoferraio       |
| 8  | 2004  | Toronto            |
| 9  | 2005  | La Trinité-sur-Mer |
| 10 | 2006  | Miami Beach        |
| 11 | 2007  | Porto Cervo        |
| 12 | 2008  | Newport            |
|    | 2009  | Annulé             |
| 13 | 2010  | Hyères             |
| 14 | 2011  | San Francisco      |
| 15 | 2012  | Båstad             |
| 16 | 2013  | Newport            |
| 17 | 2014  | Copenhague         |
| 18 | 2015  | Seattle            |